# Československé fotbalové legendy

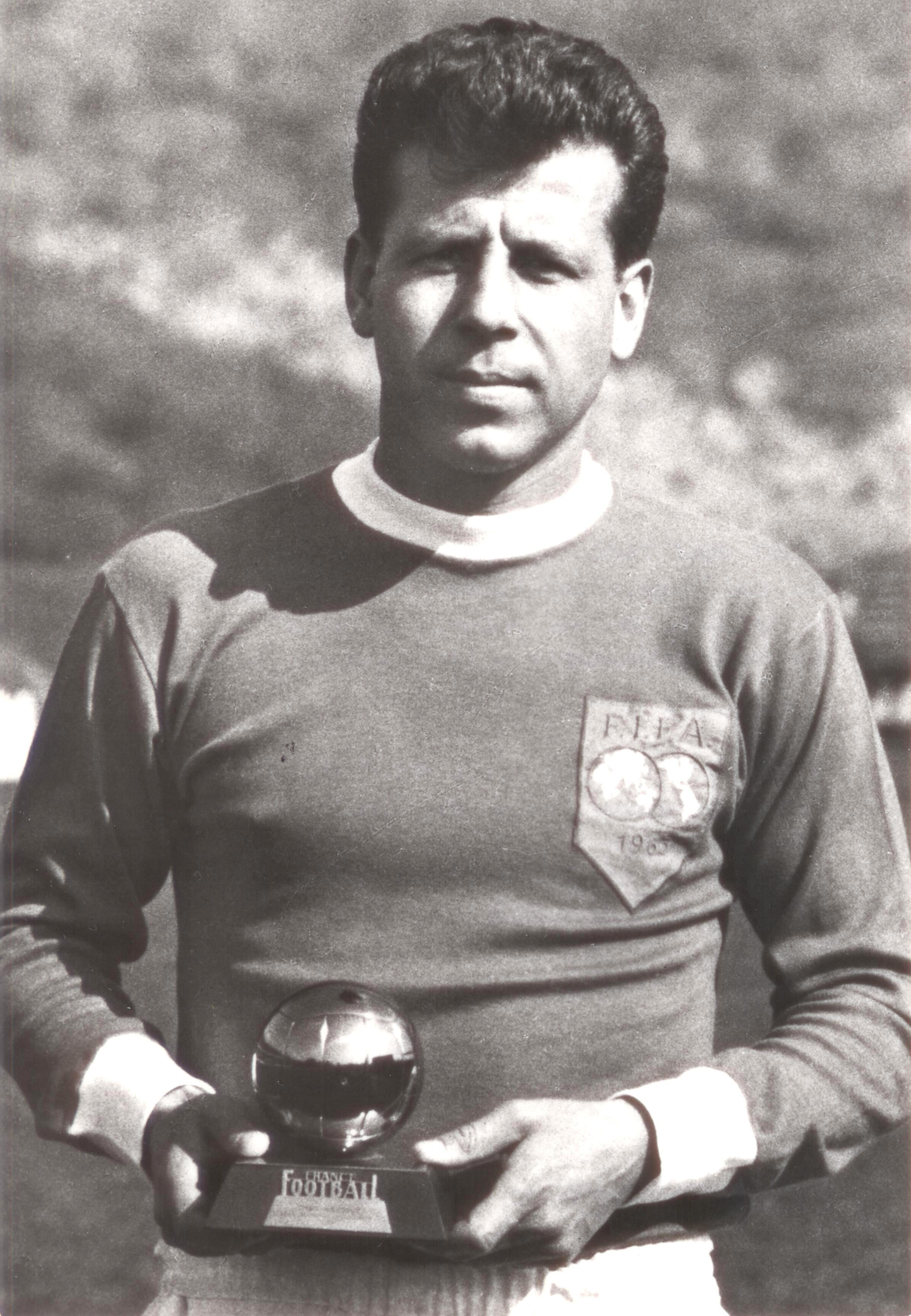
Kolekce začala mincí Josefa Masopusta

Československé fotbalové legendy je sběratelská numismatická série vydávaná společností Česká mincovna z Jablonce nad Nisou.

## Popis
Kolekce obsahuje celkem jedenáct vybraných osobností, jejichž podobizny se vždy objeví na zlaté a stříbrné minci. Každá z osobností vybojovala pro Československo nebo Českou republiku medaili na některém z turnajů, a sice mistrovství světa 1962 v Chile (Československo stříbrné), mistrovství Evropy 1976 v Bělehradu (Československo zlaté) nebo mistrovství Evropy 1996 v Anglii (Česká republika stříbrná). Jedinou výjimku z osobností představuje Jan Koller, který sice na žádném ze třech zmíněných turnajů nestartoval, nicméně zařazení mezi osobnosti se dočkal za své výkony v české fotbalové reprezentaci.
Zlatá mince má hmotnost 7,78 gramu. Je jich vyrobeno 200 kusů a cena jedné mince činí 10 950 korun. Stříbrná mince je v porovnání se zlatou větší a její hmotnost dosahuje 29 gramů. Vydána je pro každého z hráčů v počtu 500 kusů a cena jedné se je stanovena na 1450 korun. Část finančních prostředků z každé mince je určena Nadaci fotbalových internacionálů.

## Seznam osobností vkolekci
Svou minci bude mít celkem jedenáct osobností:
- Josef Masopust (záložník) – mince vydána 24. října 2014
- Josef Kadraba (útočník) – mince vydána 21. ledna 2015
- Jan Lála (obránce) – mince vydána během dubna 2015
- Ivo Viktor (brankář) – mince vydána během srpna 2015
- Karol Dobiaš (obránce) – mince vydána během října 2015
- Antonín Panenka (útočník) – mince vydána 10. února 2016[3]
- Zdeněk Nehoda (útočník) – mince vydána během roku 2016
- Miroslav Kadlec (obránce) – mince vydána během roku 2016
- Karel Poborský (záložník) – mince vydána 22. listopadu 2016[2]
- Pavel Nedvěd (záložník) – mince vydána 21. března 2017[4]
- Jan Koller (útočník) – mince vydána během roku 2017